# ATP World Tour Finals
ATP World Tour Finals, ATP-slutspelet, är en tennisturnering för herrar som spelas i årligen sedan 2000 i slutet av året på olika platser i världen. I turneringen deltar de under året åtta högst rankade spelarna, men där en Grand Slam-vinnare under samma år som rankas nummer 9-20 är garanterad den åttonde platsen. Turneringen samorganiseras av the International Tennis Federation (Internationella Tennisförbundet, ITF) och ATP (Association of Tennis Professionals) och ger rankningspoäng till de främsta.

## Historik
Turneringen har sitt ursprung i ITF:s Masters-turnering som spelades 1970-1989 vid årets slut och där de åtta högst rankade spelarna möttes. Turneringen gav inga rakningspoäng. Turneringen vanns vid två tillfällen av Björn Borg (1979 och 1980) och det allra sista året av Stefan Edberg. År 1990 startade ATP the ATP Tour World Championships, som spelades årligen i Hannover, Tyskland . Den turneringen spelades mellan de åtta högst rankade spelarna och gav också ATP-rankningspoäng. Som ett motdrag startade ITF samma år en rivaliserande turnering, Grand Slam Cup. Den turneringen spelades i september-oktober i München med de 16 högst rankade spelarna som deltagare. Turneringen blev populär bland spelarna trots att den inte gav några rankningspoäng, eftersom prispengarna var skyhöga (segraren var garanterad 1,5 miljoner US-dollar). Bland segrarna i den turneringen märks svensken Magnus Larsson, som 1994 i finalen besegrade amerikanske världsettan Pete Sampras. 
Grand Slam Cup och the ATP Tour World Championships spelades sista gången 1999, då en överenskommelse träffades mellan ITF och ATP att starta en gemensam turnering. Det kom att bli Tennis Masters Cup som spelades första gången 2000. Tävlingen spelas både som singel- och dubbelturnering. Tävlingarna har hållits i Shanghai, Houston, Sydney och Lissabon.